# Тайная история
Та́йная исто́рия (др.-греч. Ἀνέκδοτα, лат. Historia Arcana) — спорное произведение Прокопия Кесарийского, написанное в 550-х годах. Это «уникальное произведение в византийской историографии», главный источник о событиях эпохи правления византийского императора Юстиниана I уже почти 400 лет, с момента своего обнаружения, является предметом острых дискуссий, пытающихся установить жанровую принадлежность «Тайной истории», достоверность приводимых в ней сведений и время её создания. К настоящему времени не все эти вопросы нашли своё окончательное разрешение.
Учёные до сих пор не пришли к единому мнению о цели создания «Тайной истории» Прокопия. Спорная датировка произведения долгое время затрудняла его понимание. Сам Прокопий четырежды в тексте указывает, что пишет на 32-м году правления Юстиниана. Формально такая датировка соответствует 558–559 годам, поскольку официальное правление императора началось в 527 году. С конца XIX века преобладает точка зрения, что 32-й год относится к 550 году, учитывая фактическое начало власти Юстиниана с коронации его дяди Юстина в 518 году. Ранняя датировка практически стала общепринятой, особенно после убедительной аргументации Джеффри Грейтрекса в пользу 550 года. Тем не менее, позднюю датировку 558 годом продолжают поддерживать некоторые исследователи.
Написанное живым, образным языком, произведение погружает читателя в закулисный мир Византийской империи эпохи её расцвета — «мир отравителей, убийц и необузданных безумцев», говоря словами Эрнеста Ренана, прочитавшего его в 1857 году.

## История произведения

### Создание
После того как Велизарий, не достигнув значительных успехов в своей второй итальянской кампании, вернулся в Константинополь в 548 году за ним, вероятно, последовал и Прокопий. Двадцать лет государственной службы не привели последнего к высоким государственным постам, поэтому в это время, лишившись надежд на успешное продолжение карьеры, Прокопий всё большее значение придаёт литературной деятельности. В 550 году выходит первое издание его «Истории войн», впоследствии дополненное. Пролог «Тайной истории» порождает проблемы, связанные с датировкой и требующие объяснения. Особое внимание вызывает первая фраза произведения, где Прокопий упоминает свою предыдущую работу над «Войнами». Согласно прологу, автор намеревается дополнить «Войны» сведениями, ранее недоступными для обнародования: «Обо всем том, что вплоть до сегодняшнего дня выпало на долю римского народа в ходе войн, я рассказал, как смог, расположив изложение событий в соответствии со временем и местом происходившего». Учитывая, что книги I—VII «Войн» опубликованы не ранее 551 года (они упоминают славянские набеги зимы 550—551 годов), написание «Тайной истории» до публикации «Войн» при датировке 550 годом создаёт кажущееся противоречие: как Прокопий мог ссылаться на ещё не опубликованный труд? Однако в первой фразе «Тайной истории» отсутствует прямое указание на публикацию книг I—VII «Войн». Следовательно, Прокопий мог ссылаться на практически завершённые, но не изданные к 550 году книги «Войн».
Дата создания «Тайной истории», разительно контрастирующей с «Историей войн» по тональности изложения примерно одних и тех же событий и добавляющей к ним новые подробности, и раскрывающей тайные причины событий, точно не известна. Первоначальная датировка произведения 559 годом впоследствии была подвергнута критике, новая версия (550 год) на некоторое время стала основной, но также не отвечала на все вопросы. Современные исследователи относят создание произведения либо к 552 году, когда уже была завоёвана Италия, либо к 550/551 или 558/559. История изучения данного вопроса и современное его состояние приведены в работах B. Croke и Э. Калделлиса.
Конкретные мотивы написания памфлета не известны. Скорее всего, «Тайная история» не получила широкого распространения, «осев» в узком кругу, что, вероятно, и позволило Прокопию избежать репрессий со стороны Юстиниана. Десять лет спустя Прокопий написал свой последний труд, «О постройках», содержащий неумеренные восхваления строительной деятельности Юстиниана. О последних годах жизни Прокопия информации практически не сохранилось. Иоанн Никиусский, труды которого не являются достоверным источником по Константинополю в VI веке, сообщает, что знаменитый историк был назначен префектом столицы и получил высокие титулы «сиятельный» (лат. illustris) и патрикий. Феофан Исповедник также сообщает о некоем Прокопии, бывшем префектом в 562 году, однако отождествлять его с историком существенных оснований нет.

### Обнаружение

Один из трактатов, выпущенных против «Тайной истории» в защиту памяти Юстиниана.

О существовании «Тайной истории» было известно из Суды, где она упоминалась как Anekdota (др.-греч. Ἀνέκδοτα, «неопубликованное»). Название Anekdota, вероятно, не принадлежит Прокопию, а является результатом более поздней дедукции авторов Суды и, возможно, является отсылкой к тем анекдотам в стиле Феопомпа, которые Цицерон собирался написать для Аттика. Единственный византийский автор, явно упоминавший данное произведение, Никифор Каллист (не видевший его, впрочем, собственными глазами), называет его др.-греч. ἀντίρρησις (antirrhēsis) — «опровержение», вид палинодии). Исследователи считают, что это является признаком того, что Прокопий умер, не успев завершить свою работу.
Вероятно, ни один византийский автор не знал о «Тайной истории» до X века, и на Западе она была почти не известна, хотя произведение и упоминал живший при Франциске I французский археолог Пьер Жиль. С течением времени произведение было утрачено и вновь открыто только в XVII веке сотрудником Ватиканской библиотеки Никколо Аламанни и опубликовано в Лионе в 1623 году. Вскоре после выхода текста появился ряд сочинений, направленных как против самого памятника, так и против комментариев к нему — появившись в разгар Контрреформации, текст стал орудием в борьбе легистов и куриалистов.
В то время сочинения Прокопия пользовались на Западе заслуженной известностью, поддерживая славу создателя Corpus iuris civilis, дополняя его образ чертами монарха-завоевателя, способного противостоять епископам Рима. Поэтому в защиту памяти императора лучшие юристы того времени, среди которых можно назвать Томаса Ривиуса и Габриэля Тривориуса, написали свои труды. С другой стороны, в своих «Анналах» кардинал Бароний обвинял в ереси императрицу Феодору, преследовавшую папу Сильверия, и сомневался в православии самого императора. В предисловии к своему изданию, Аламанни, не ограничиваясь чисто научным комментарием, указал на неприятность «Тайной истории» для юристов.

### История переводов и изданий

#### Известные рукописи
Для подготовки своего издания Алеманни использовал только две рукописи, хранившиеся в Ватиканской библиотеке. В конце XIX века в результате усилий М. Н. Крашенинникова было известно 12 рукописей «Тайной истории»:
| № п/п  | Код рукописи | Название рукописи                      | Датировка        | Количество листов | Место хранения                       | Часть текста «Тайной истории»                                                              | Состав рукописи                                                                                             |
| ------ | ------------ | -------------------------------------- | ---------------- | ----------------- | ------------------------------------ | ------------------------------------------------------------------------------------------ | --- |
| 1      | V            | cod. Vaticanus gr. 1001                | XIV век          | 151               | Ватиканская библиотека               | Первый лист оборван, отсутствует конец последней главы                                     | Также включает «Войну с персами»                                                                            |
| 2      | W            | cod. Vaticanus gr. 16                  | XV век           |                   | Ватиканская библиотека               |                                                                                            | Сборник |
| 3      | R            | cod. Riccardianus XXIII, 88            |                  |                   | Риккардианская библиотека, Флоренция | Включает только исключённые из издания Аламанни по нравственным соображениям части главы 9 | Сборник |
| 4      | A            | cod. Ambrosianus A. 182                | XIV век          | 247               | Амброзианская библиотека, Милан      |                                                                                            | Также включает «Войну с готами»                                                                             |
| 5      | G            | cod. Ambrosianus G. 14 sup.            | 1я пол. XIV века | 196 или 198       | Амбросианская библиотека, Милан      | Начинается с 15.3                                                                          | Также включает отрывки из «Войны с персами» и «Войны с вандалами», произведения Фемистия, Ливания и Платона |
| 6      | P            | cod. Ambrosianus P. 74 sup.            | XV/XVI века      |                   | Амбросианская библиотека, Милан      | Начинается с 15.3                                                                          | Также включает отрывки из «Войны с персами» и «Войны с вандалами»                                           |
| 7      | C            | cod. Ambrosianus C. 118 sup.           | XVI век          |                   | Амбросианская библиотека, Милан      | Начинается с 15.3                                                                          | Только «Тайная история»                                                                                     |
| 8      | D            | cod. Ambrosianus C. 121 sup.           | XVI век          | 57                | Амбросианская библиотека, Милан      | Начинается с 15.3                                                                          | Только «Тайная история»                                                                                     |
| 9 — 11 | F', F, F'    | cod. Ambrosianus C. 171 inf.           | XVI век          |                   | Амбросианская библиотека, Милан      | Начинается с 15.3                                                                          | Также включает лат. Constantini militaria quaedam                                                           |
| 12     | S            | cod. Coislin. 132 или cod. Seguerianus | XVI век          |                   | Национальная библиотека, Париж       |                                                                                            | |

1. ↑  На фолио 43v стоит штамп Национальной библиотеки
2. ↑  Имеет пометку J. V. Pinelli
3. ↑  Имеет пометку итал. copiato dal riscontrato

Связи между рукописями «Тайной истории» по М. Н. Крашенинникову

Впервые научный анализ доступных ему манускриптов был произведён первым исследователем «Тайной истории» Никколо Аламаннии, выводы которого были подвергнуты критике и дополнены на основании анализа большего количества рукописей Крашенинниковым. Малое количество известных рукописей рассматривалось некоторыми учёными как аргумент в пользу теории о недостоверности «Тайной истории».

#### Латинские издания
Первое полное издание было подготовлено Клодом Мальтре и издано в Париже в 1661—1663 и перепечатано в Венеции в 1729 году. Издание включало латинский перевод всех произведений Прокопия и стало основой «Corpus Scriptorum Historiae Byzantinae» Диндорфа, выходившего в Бонне в 1833—1838.
К тому времени, когда в конце XIX века произведением занялся М. Н. Крашенинников, уже было издано несколько переводов на европейские языки. Однако по сравнению с этими изданиями, Крашенинников обнаружил и привлёк к своему исследованию в Ватиканской библиотеке новые рукописи.

#### Современные издания
В середине 1930-х годов В. Н. Бенешевич, узнав о возникшей у А. М. Горького мысли издать книгу о положении женщины Византии, предложил подготовить и издать в соответствующей серии издательства «Academia» «Тайную историю». Идея была поддержана руководителем издательства Л. Б. Каменевым, был сформирован коллектив переводчиков в составе М. Е. Сергеенко и А. В. Болдырева, однако проект осуществлён не был. Первое советское издание вышло в 1939 году в переводе С. П. Кондратьева.
В последующие годы регулярно выходили новые издания «Тайной истории» на европейских языках, появлялись исследовательские статьи и монографии. Новое издание на русском языке было выпущено только в 1993 году в переводе А. А. Чекаловой.

## Подлинность

### Постановка вопроса о подлинности «Тайной истории»

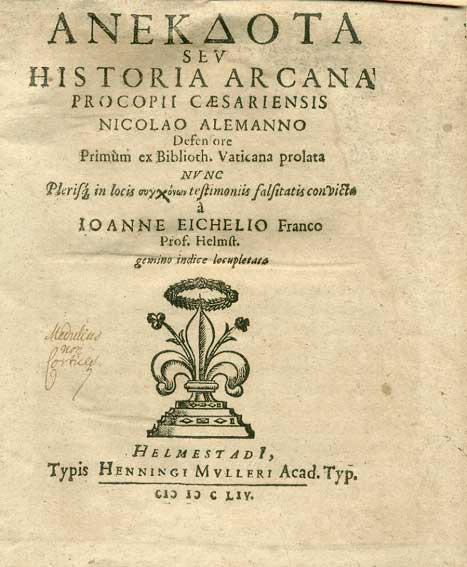
Титульная страница переиздания 1654, подготовленного Иоанном Эйхелем

Публикация произведения стала вызовом для юристов, живших при европейских дворах. Француз Тривориус, англичанин Ривиус, немец Эйхель (лат. Ioannes Eichelius) и другие напали сначала на личность и политическую тенденцию Алеманни, затем на изданный им памятник и на авторитет Прокопия. Юристы, отвергая обвинения «Тайной истории», как юридически не доказанные, объявили Прокопия язычником, не заслуживающим доверия. Тем не менее, пока «Тайная история» носила имя Прокопия, удар, нанесённый Алеманни, не был отражён. Разрешить противоречие, не нанеся ущерба для репутации Юстиниана и Прокопия, можно было только доказав её подложность. Вопрос о грубой мистификации не ставился, так как о существовании произведения было известно ранее. При этом не исключалось возможность того, что исходный текст подвергся интерполяциям — либо Алеманни, либо ещё в Византии.
Первоначальный анализ Эйхеля, хотя и выполненный на невысоком научном уровне, обозначил основные проблемы, возникающие при анализе подлинности произведения. Эйхель различает вопросы: написал ли Прокопий «Тайную историю» и тот ли самый текст дошёл до нас и был издан Алеманни. На оба этих вопроса немецкий юрист был склонен дать скорее отрицательный ответ, воздерживаясь от окончательного суждения. Единственным обоснованием возможности положительного ответа на первый вопрос он видел в упоминании произведения в «Суде», аргументами против — отсутствие осведомлённости о нём у более близких к Прокопию писателях, Евагрия и Зонары. При этом упоминание у Никифора Каллиста Эйхель считает малозначащим, так как Никифор называет произведение лат. recantatio, что может относиться только к более позднему произведению «О постройках». Второй вопрос, о соответствии текста оригиналу, Эйхель выводит из того, что он не смог обнаружить в изданном Алеманни тексте цитаты, приведённой кардиналом Панчироли в его издании Notitia dignitatum. Также Эйхель счёл весьма лёгкой задачей подделать стиль автора по другим известным его произведениям, тем более, что стиль произведения, по сравнению с «Войнами», отличается беспорядочностью и легкомысленностью.
Несмотря на то, что доказательства Эйхеля не были разработаны, они предлагали возможность сохранить прежний взгляд на эпоху Юстиниана, подвергая сомнению если и не весь текст, то неопределённую его часть. Научного анализа в период с конца XVII века до начала XIX века вопрос о подлинности «Тайной истории» не получил. Не аргументированные отзывы по этой теме оставили Монтескьё и Гиббон, признававшие авторство Прокопия, а также многие другие авторы, обширная библиография которых приведена в монографии Феликса Дана.

### Научное изучение подлинности

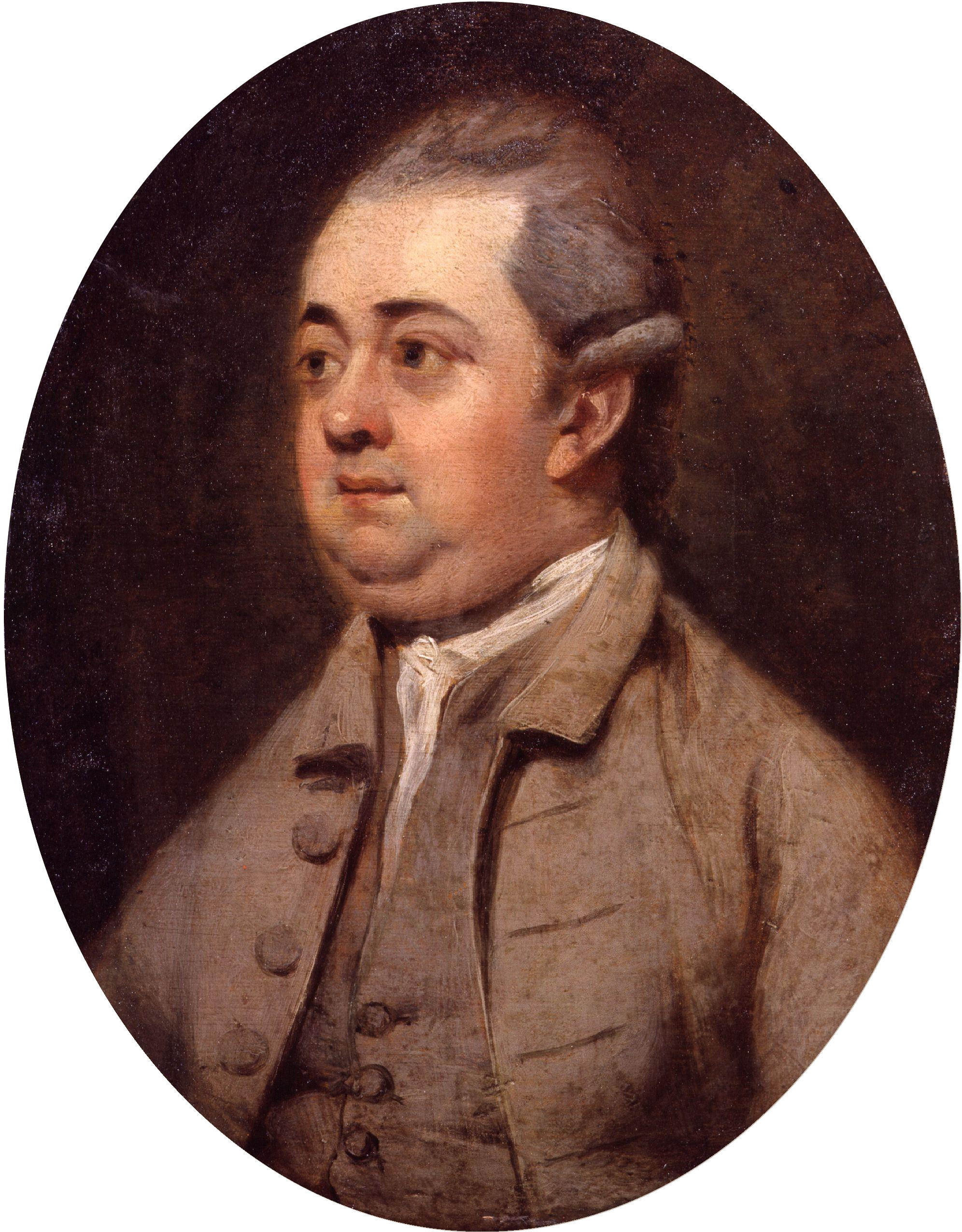
Согласно мнению Э. Гиббона, «из этих странных анекдотов часть может быть истинна, так как вероятна, а часть истинна, так как невероятна. Вряд ли Прокопий мог выдумать и то, и другое».

Первое критическое изучение «Тайной истории» появилось в работе Вильгельма Тейффелля 1847 года. В его статье впервые был высказан решительный, хотя и детально не разработанный взгляд в пользу принадлежности Прокопию изданного Алеманни текста. По мнению Тейффелля, в пользу этого однозначно свидетельствовали удивительное знакомство автора «Тайной истории» с «Историей войн», то же самое мировоззрение, одинаковый стиль, только более небрежный. Против этих положений была направлена диссертация лютеранского теолога Рейнкенса. Развив аргументы Эйхеля, Рейнкенс привёл следующий список аргументов в пользу того, что «Тайная история» принадлежит перу позднейшего фальсификатора:
- Молчание современных Прокопию источников и близких к нему по времени писателей. По мнению Рейкенса, позднейшие свидетельства Суды и Никифора Каллиста не являются существенными. Фраза же современника Агафия Миринейского в предисловии к его труду о Юстиниане об историках, «изобличающихся в снискании милостей у многих сильных и лести, что им не верят, даже когда они говорят правду»[ист. 1] свидетельствует о том, что Агафий о «Тайной истории» знал, но не считал принадлежащей Прокопию. Логическую несостоятельность этого аргумента достаточно легко показать[29].
- Недостаточность рукописных данных. Ко времени Рейнкенса было известно уже пять рукописей, из которых две, принадлежавших Екатерине Медичи и Пинелли, он считал утраченными. Однако, как было показано выше, с тех пор количество известных рукописей существенно увеличилось.
- Отсутствие на рукописях имени Прокопия. Данный аргумент опровергается характером произведения и достаточными для отождествления автора отсылками в тексте.
- Неоригинальность стиля Прокопия, облегчающая подделку. Подробно вопрос о стиле Прокопия рассматривался в монографии Феликса Дана и был решён положительно.
- Суеверность автора «Тайной истории» в противоположность рационализму автора «Войн». Этот вопрос также рассматривался Даном.
- Психологическая невозможность образа Юстиниана.
- Принцип исторической честности, декларированный в предисловии к «Войне с персами»[ист. 2] опровергается в предисловии к «Тайной истории».
- Ссылки на «Войны» уменьшаются к концу произведения и не встречаются после 21-й главы.
- Любимые обороты Прокопия и перифразы из Геродота исчезают вместе со ссылками на «Войны». Этот аргумент опровергается более тщательным анализом текста[30].
- Обширные заимствования из «Войны с готами». Относительно этого аргумента Рейнкенс указал, что он «отказывается верить, что такой серьёзный историк, как Прокопий станет переписывать места из собственных сочинений», однако подобные места в «Войнах» были указаны сначала Экардтом, а затем Даном. Опровержение этого аргумента следует из общей однообразности стиля Прокопия, а также того факта, что четвёртая книга «Войны с готами» была написана после «Тайной истории»[31].
- Хронологические противоречия либо внутренние, либо «Войнам». В частности, в «Тайной истории» утверждается причастность Феодоры к смерти Амаласунты, о которой автор не мог написать в «Войнах», опасаясь мести императрицы. Противоречие следует из того, что большая часть «Войн» была издана после 548 года. Данное обстоятельство действительно представляет некоторое (преодолимое) затруднение для обоснования подлинности, требующее анализа времени написания различных частей «Войн»[32].

Аргументация Рейнкенса была проанализирована и опровергнута в ряде последующих исследований, основным из которых являлась фундаментальная монография о Прокопии Феликса Дана 1865 года, в которой проблема подлинности анализировалась с точки зрения тождественности личности авторов «Тайной истории» и «Войн». Следующий виток в этой дискуссии связан с именем Леопольда Ранке, который в четвёртом томе своей «Всемирной истории» не выдвинув новых аргументов, повторил старые положения Эйхеля и Рейнкенса, посчитав «Тайную историю» по крайней мере частично подложной. Фактически, Ранке рассматривал вопрос о подлинности произведения с точки зрения достоверности его содержания. Общий вывод Ранке состоит в том, что произведение состоит из трёх элементов: дополнений к «Истории войн», из резких выпадов против Юстиниана «в монашеском духе» и, наконец, из критики недостатков правления Юстиниана. Все три этих элемента являются продуктами одной эпохи, однако только первый из них принадлежит Прокопию. В целом же произведение является компиляцией.
Противоположная точка зрения отстаивалась в серии работ Якоба Хаури, вышедших в начале 1890-х годов. Всестороннее рассмотрение вопроса о подлинности «Тайной истории», сопоставлении содержащейся в ней информации с данными новелл, сообщений Иоанна Лида, а также других произведений Прокопия, посвящена большая работа Бориса Панченко «О „Тайной истории“ Прокопия», опубликованная в трёх выпусках «Византийского временника» в 1895—1897 годах. Общий вывод исследования сводится к тому, что авторство Прокопия несомненно, а приводимые им факты достоверны.
С аргументами Ранке в 1889 году согласился, а в 1923 году от них отказался авторитетный ирландский византинист Джон Бьюри. С тех пор вопрос о подлинности «Тайной истории» и о её авторстве в научной литературе не рассматривался.

## Текст

### Жанр
Определение жанровой принадлежности данного произведения является важным с точки зрения рассмотрения вопроса «Прокопий как историк». Если рассматривать «Тайную историю» как политический памфлет, содержащий критику правления Юстиниана, то в этом случае многие исследователи приходят к выводу, что она может служить явным доказательством «скудоумия» её автора.
Точка зрения, происходящая из Суды, обозначает произведение как псогос и сатиру (др.-греч. ψόγους καί κωμῳδίαν), то есть произведение, жанровая принадлежность которого предполагает тотальное очернительство. Такой подход снимает обвинения Прокопия в непонимании государственного подхода, как это были склонны делать ранние исследователи. Тем не менее, критика Прокопия всегда ведётся с довольно узких сословных позиций. Традиционным стало мнение, что историк разделял взгляды и предрассудки старой сенатской аристократии.
Бертольд Рубин исследовал произведение с точки зрения представлений об апокалипсисе и Антихристе и поставил его в один ряд с Апокалисисом Илии, Третьей книгой Ездры и «О смертях гонителей» Лактанция. В этой связи можно также упомянуть об отождествлении Иеронимом короля вандалов Гейзериха с Антихристом.
Сопоставление «Тайной историю» с «Хроникой» Иоанна Малалы, описывающей те же события в более благожелательном к Юстиниану ключе, позволило австралийскому византинисту Роджеру Скотту (Roger D. Scott) рассматривать последнюю как основанную на собственной пропаганде императора и официальных сообщениях.

### Язык и стиль
Хотя Прокопий писал возвышенным стилем древнегреческого языка, отдельные фразы, составляющие «Тайную историю», короткие и резкие, а синтаксис их обычно несложен. Одни и те же синтаксические формы часто повторяются без каких либо украшений. Прокопий не пытается поразить читателя своим красноречием, впечатление достигается только за счёт излагаемых сенсационных обвинений. Словарный запас автора также минималистичен, все преступления описываются в сходных выражениях. Однако подобное стилистическое однообразие косвенным образом доказывает, что произведение не является собранием разрозненных заметок, а является плодом законченного труда.
Язык произведения, тем не менее, следует типичным для Прокопия моделям с частыми аллюзиями на классические произведения древних авторов, прозрачными для образованного читателя. Так, эпизод из главы IX, в котором повествуется, как Юстиниан изменил древние законы, чтобы иметь возможность жениться на бывшей проститутке, построен по образцу рассказа «Истории» Геродота о том, как персидский царь Камбис вступил в противозаконный брак со своей сестрой. Сравнением Юстиниана с безумным восточным деспотом Прокопий демонстрирует важный для него тезис о том, что восхождение Юстиниана к власти сопровождалось попранием древних законов и являлось возвратом к тирании. Подобные завуалированные сравнения разбросаны по всему тексту. Фраза о том, что «государственный строй уподобился игрушечному царству» может быть отсылкой к рассказу о том, как Кир Великий в детстве играл «в царя».
Часто в «Тайной истории» используются образы, восходящие к древнегреческому комедиографу Аристофану, с которым Прокопия сближает ощущение культурной деградации, наступление царства вульгарности и демагогии. Из произведений Аристофана наиболее часто цитируются «Облака» и «Всадники».
Как и другие позднеантичные авторы, Прокопий избегал христианских и римских терминов и понятий, и если ему приходилось их употреблять, они объяснялись как некие чуждые явления, «принятые среди христиан». Тем не менее, это не мешает ему рассуждать о религиозных вопросах и обвинять Юстиниана в том числе в нарушении религиозных традиций. Характеризуя императора как «владыку демонов», он заимствует образ Священного Писания. Кульминационное перечисление всех бед, причинённых Юстинианом народу империи является обратным отражением литургических славословий в адрес императора.

## Основные темы
«Тайная история» содержит подробности жизни полководца Велизария, императора Юстиниана I, его жены Феодоры, а также описания различного рода их преступлений перед древними установлениями Римской империи.
Задачей своего произведения Прокопий считает, с одной стороны, предостережение тиранам: «станет вполне очевидным, что им самим никак не избегнуть кары за собственные прегрешения подобно тому, как пришлось претерпеть её и этим людям», а с другой стороны — утешение будущих жертв аналогичных тираний. Ещё одной важной задачей своего труда Прокопий считает раскрытие подоплёки событий, официальная версия которых описана в «Истории войн».
По всему тексту «Истории» разбросаны отсылки к «Истории войн», особенно в первых главах до конца пятой главы. С этой точки зрения Прокопий приступает к общей характеристике Юстиниана и Феодоры, предваряемой рассказом о восшествии на престол Юстиниана. Наконец, начиная с главы XIII, Прокопий подробно останавливается на общей критике имперской политики со следующими постоянно обсуждаемыми темами: отъём Юстинианом собственности у богатых, его кровожадность, его демоническая природа, злобность Феодоры, жадность Юстиниана. Таким образом, только в первой части своего труда автор сдерживает своё первоначальное обещание придерживаться тем «Истории войн». Есть много признаков того, что произведение не вполне целостно, и некоторые исследователи предполагают либо множественность авторов «Тайной истории», либо что Прокопий не успел произвести окончательное редактирование.

### Велизарий

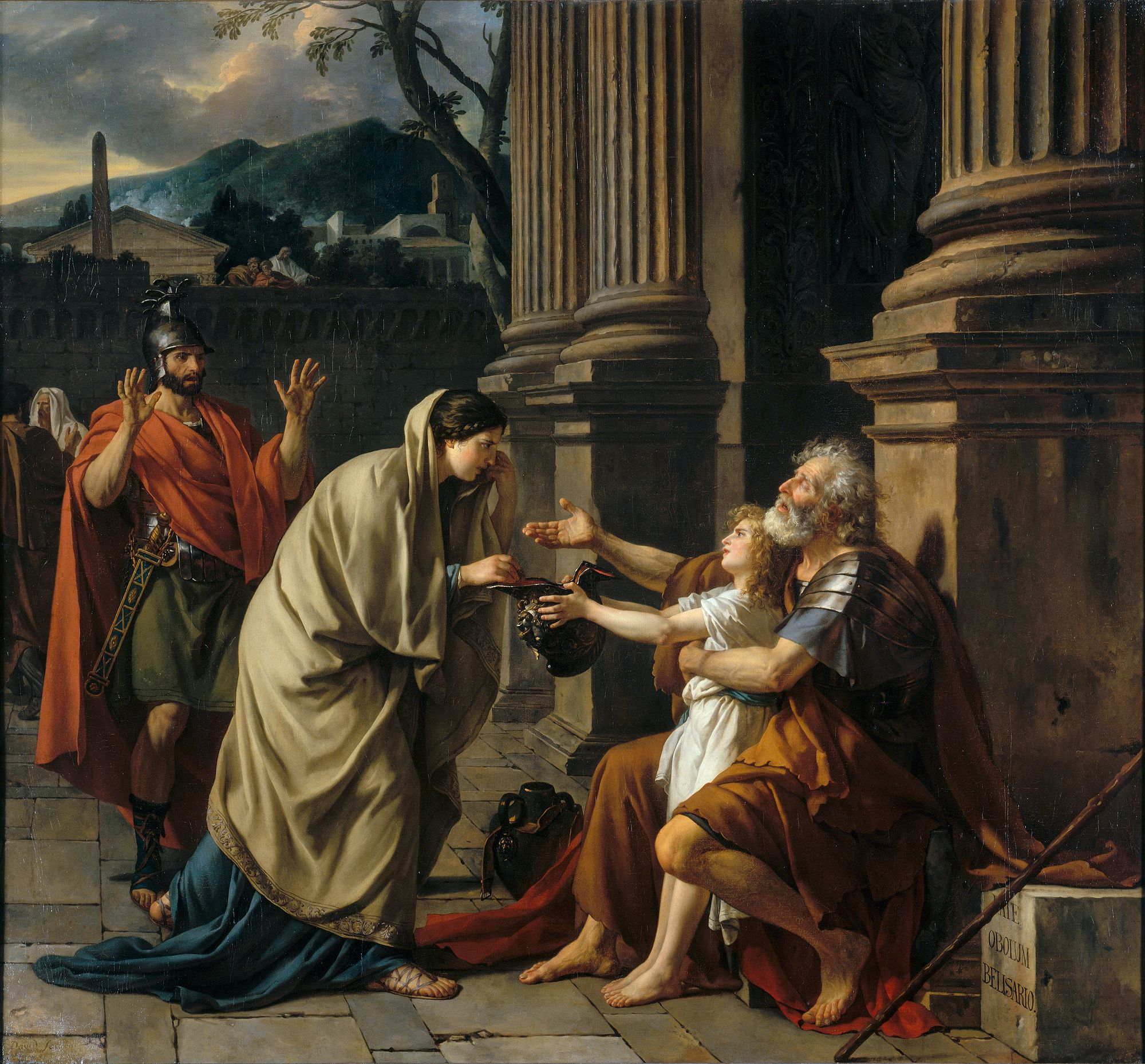
«И было жалкое зрелище, и невозможно было поверить глазам: Велисарий ходит по Виза́нтию как простой человек, почти в одиночестве, вечно погружённый в думы, угрюмый и страшащийся коварной смерти.»
Давид, Жак-Луи, «Велизарий, просящий милостыню»

Ещё молодым человеком в 527 году Прокопий стал секретарём (греч. σύμβουλος) Велизария, а во время африканского похода получил уже звание советника по юридическим делам (греч. πάρεδρος) своего прославленного патрона, с которым историк попал в самую гущу политической жизни. Поэтому не удивительно, что первая часть произведения (главы с I по V) посвящены Велизарию. Однако, в отличие от «Истории войн», в «Тайной истории» уже нет той почтительности, которую мы видели раньше. Если, например, в «Войне с персами» Прокопий был склонен приукрасить действительность, забыв о неудаче при Каллинике и сделав Велизария главным действующим лицом при подавлении восстания Ника, здесь он ему припомнил всё.
Основное внимание в этой части уделено разоблачению неверности жены Велизария Антонины и неспособности Велизария избавиться от её влияния. Прокопий рассказывает, что тесная дружба между Антониной и Василисой возникла после того, как Антонина умертвила папу Сильверия и погубила Иоанна Каппадокийского. После этого Антонина имела неограниченное влияние на мужа, а последний ничего не мог поделать в связи с её бесконечными изменами. Также описывается разрушительное влияние семейных конфликтов в семье Велизария на военные усилия византийской армии в ходе войны с Персией. Так мы узнаём другую версию событий, связанных с походом 541 года, взятием крепости Сисавранон и последующим отступлением. По «Истории войн» это отступление было связано с болезнями в войске и произошло по инициативе солдат. По версии «Тайной истории» Велизарий двинул войско назад, узнав, что его жена находится в пути к нему.
В главе IV описывается, каким образом, после отстранения от командования армией, Велизарий смог вернуть себе утраченные позиции — ему пришлось согласиться на то, что большую часть его богатств заберёт себе Феодора, согласиться на брак своей единственной дочери Иоаннины с внуком Феодоры Анастасием, а также, что дальнейшую кампанию против готов в Италии Велизарий будет финансировать за свой счёт.
Поэтому Велисарий, назначенный главой конюшен василевса, во второй раз был послан в Италию. При этом, как говорят, он обещал василевсу, что никогда не потребует денег для ведения этой войны, но всё военное снаряжение для неё оплатит из собственных средств. Все подозревали, что Велисарий уладил дела с женой таким образом, как об этом сказано, и пообещал василевсу относительно войны то, что я изложил, единственно из желания избавиться от необходимости пребывания в Византии и что, как только он окажется за стенами города, он немедленно возьмётся за оружие и замыслит нечто благородное и достойное мужчины как по отношению к своей жене, так и по отношению к тем, кто чинил ему насилие. Он, однако, не придав никакого значения тому, что произошло, совершенно забыл и презрел клятвы, данные им Фотию и другим близким, и следовал за женой, нелепым образом охваченный страстью к ней, хотя ей было уже шестьдесят лет. Когда, однако, он оказался в Италии, он каждодневно терпел неудачи, поскольку Бог был явно против него. Прежде то, что этот стратиг задумывал в борьбе против Теодата и Витигиса, по большей части имело успешное воплощение, хотя казалось, что его планы плохо согласовывались с обстоятельствами. Позже, однако, несмотря на то, что, казалось, планы его стали много лучше, ибо он приобрёл опыт в ведении войны, исход их оказывался для него несчастливым, что привело к убеждению в безрассудности большинства его действий. Таким образом ясно, что дела человеческие управляются не людскими помыслами, а Божьим соизволением, которое люди обычно называют судьбой, не ведая, почему события происходят так, как они им видятся. Ибо то, что представляется непостижимым, обыкновенно именуется судьбой. Но пусть об этом каждый судит, как ему будет угодно.
Таким образом, византийско-готские войны проходили чрезвычайно безуспешно из-за того, что Велизарий заботился прежде всего «о низменной наживе, ибо он ничего не получал от василевса».
Эта часть произведения ставит одну из многих проблем датировки «Тайной истории», осуществляемой исключительно по косвенным признакам. Можно предположить, что эти разделы были написаны вскоре после создания «Истории войн», когда чувства и обиды Прокопия были ещё сильны. Сложно поверить, что все эти упрёки могли относиться к заслуженному полководцу, разбившему в 559 году гуннов под Константинополем.

### Личность Юстиниана
Глава VI содержит ценные сведения о происхождении и возвышении императора Юстина I, его неспособности к государственному управлению и причинах возвышения Юстиниана. Прокопий не считает Юстина самостоятельным монархом и всё время подчёркивает, что царствование Юстиниана началось со смертью Анастасия и длилось к моменту написания книги уже 32 года, что позволяет датировать Тайную историю 550 годом.
В главе VII обосновывается, каким образом упадок государственной власти при Юстиниане, поощрявшем венетов, привёл к ухудшению криминальной обстановки в Константинополе, в конечном счёте вылившемуся в крупнейшее народное восстание.
В главе VIII содержится одно из немногих дошедших до нашего времени описаний внешнего вида Юстиниана.
Был он не велик и не слишком мал, но среднего роста, не худой, но слегка полноватый; лицо у него было округлое и не лишённое красоты, ибо и после двухдневного поста на нём играл румянец. Чтобы в немногих словах дать представление о его облике, скажу, что он был очень похож на Домициана, сына Веспасиана, злонравием которого римляне оказались сыты до такой степени, что, даже разорвав его на куски, не утолили своего гнева против него, но было вынесено решение сената, чтобы в надписях не упоминалось его имени и чтобы не оставалось ни одного его изображения.
Здесь и далее рассказывается о лживости, жадности, склонности к бессмысленному строительству крепостей и морских судов, несправедливости и прочих отрицательных чертах характера Юстиниана: «с лёгкостью изгнав богатство из римской земли, он явился творцом всеобщей бедности».
Глава XII содержит доказательства демонической сущности Юстиниана, которая видна не только по масштабу его вредоносной деятельности, но также и по различным известиям, касающимся его происхождения и поведения:
Передают, что и мать его [Юстиниана] говаривала кому-то из близких, что он родился не от мужа её Савватия и не от какого-либо человека. Перед тем как она забеременела им, её навестил демон, невидимый, однако оставивший у неё впечатление, что он был с ней и имел сношение с ней, как мужчина с женщиной, а затем исчез, как во сне.

Некоторым из тех, кто состоит при нём и бывает при нём ночью, именно во дворце, из тех, что чисты душой, казалось, что вместо него они видели какое-то необычное дьявольское привидение. Один из них рассказывал, как он [Юстиниан] внезапно поднялся с царского трона и начал блуждать взад и вперёд (долго сидеть на одном месте он вообще не привык), и вдруг голова у Юстиниана внезапно исчезла, а остальное тело, казалось, продолжало совершать эти долгие передвижения, сам он [видевший это] полагал, что у него помутилось зрение, и он долго стоял, потрясённый и подавленный. Затем, когда голова возвратилась к туловищу, он подумал в смущении, что имевшийся у него до этого пробел [в зрении] восполнился. Другой рассказывал, что, в то время как он находился возле него василевса, восседающего на своём обычном месте, он видел, как неожиданно лицо того стало подобным бесформенному куску мяса, ибо ни бровей, ни глаз не оказалось на их привычных местах, и вообще оно утратило какие-либо отличительные признаки. Однако через некоторое время он увидел, что лицо его приняло прежний вид. Хотя сам я не видел всего этого, я пишу об этом, потому что слышал от тех, кто настойчиво утверждает, что видел это.
В главе XIII рассказывается о том, что юридические реформы Юстиниана были вызваны исключительно желанием императора ограбить и убить как можно больше людей.

### Феодора

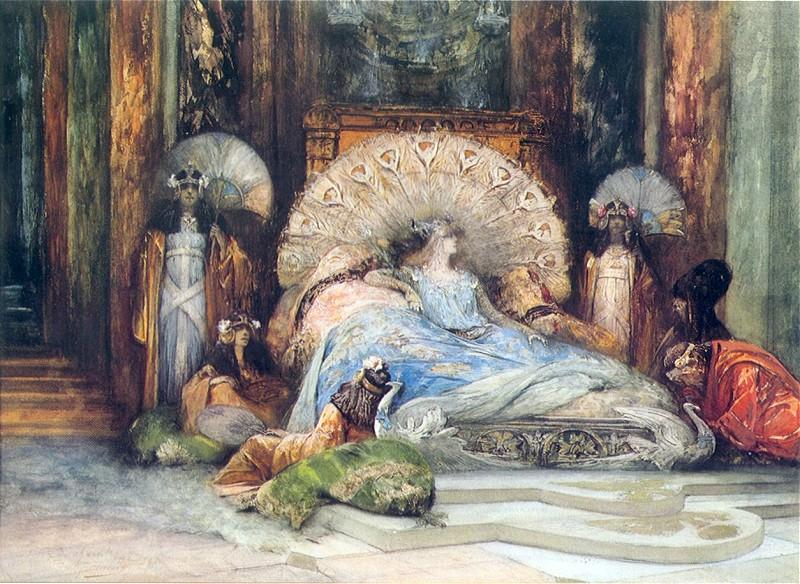
Сара Бернар в роли Феодоры. Одноимённая пьеса Сарду была написана на волне византийской моды в стиле «Тайной истории».

«История войн» не содержит высказываний, свидетельствующих о симпатиях Прокопия к императрице. Исследователями давно замечено, что в известном пассаже, относящемся к восстанию Ника о том, что «царская власть — прекрасный саван», историк перефразировал слова, обращённые к сиракузскому тирану Дионисию «Тирания — прекрасный саван». Сообщая о её смерти в 548 году, он не выказывает бурной скорби и верноподданнических чувств.
Отношение Прокопия к Феодоре, его скандальные описания, существенно осложняют задачу историков, пытающихся описать образ святой императрицы. Некоторые историки, например Ш. Диль, принимая в качестве достоверных только сведения биографического характера, отрицают скандальные подробности. Другие более склонны принять точку зрения Прокопия.
Глава IX «Тайной истории» содержит описание происхождения императрицы и порнографические подробности её поведения в качестве гетеры. В этой же главе содержится рассказ о том, каким образом Юстиниан смог сочетаться браком с Феодорой — для этого пришлось дождаться смерти императрицы Луппикины, после чего был отменён закон императора Константина I, запрещающий человеку, достигшему сенаторского звания, жениться на блуднице. Само бракосочетание также произошло с нарушением древних обычаев за три дня до Пасхи.
Глава X содержит описание внешнего вида Феодоры: «Феодора была красива лицом и к тому же исполнена грации, но невысока ростом, бледнолица, однако не совсем белая, но скорее желтовато-бледная; взгляд её из-под насупленных бровей был грозен». В главе XVI рассказывается, как движимая завистью к красоте и великолепию королевы Амаласунты, Феодора послала в Италию посла Петра Патрикия с целью убедить короля Теодата убить Амаласунту, что и было исполнено.
Свидетельства Прокопия в этой части, хотя и находятся в соответствии с другими источниками (так, например, Иоанн Эфесский прямо говорит, что Феодора «вышла из борделя»), некоторые историки склонны считать их преувеличением. Тем не менее, существенных оснований сомневаться в них нет, тем более, что само понятие проституции в VI веке было существенно иным, чем сейчас.

### Государственная деятельность Юстиниана
На многочисленных примерах в «Тайной истории» доказывается разрушительное влияние Юстиниана и Феодоры на государственное управление империи, на обнищание аристократии и народа в целом. Автором категорически отвергается политика умиротворения варваров, проводимая Юстинианом. Раскрытию этой темы посвящены главы с XVIII по XXX. Согласно выводу автора, правление Юстиниана, этого демона в человеческом облике, сопровождалось всеми видами природных бедствий — наводнениями, землетрясениями, чумой и восстаниями.
Соответственно этому император избрал себе худших из возможных советников. Это льстивый Трибониан, издающий законы ради собственной выгоды. Это вор и тайный манихей Пётр Варсима. Особенную неприязнь вызывал у Прокопия префект претория Востока Иоанн Каппадокийский, один из главных авторов административных реформ Юстиниана. О всеобщем недовольстве, вызванном деятельностью Иоанна по вымогательству денег у населения столицы и провинций, мы знаем так же по сообщениям Иоанна Лида.
Деятельность Юстиниана заслужила порицание и других византийских историков VI века. Евагрий Схоластик в своей «Церковной истории» даёт противоречивую картину правления Юстиниана. Отмечая масштабное религиозное строительство, подробно описывая храм Святой Софии, он говорит о ненасытной жадности императора, его жестокости и предвзятости в борьбе партий и даже прямо обвиняет его в ереси. Плохое военное управление и воровство чиновников в конце жизни Юстиниана, ставшие причиной болезненных нападений варваров, упоминаются Агафием Миринейским.

## Переводы и издания
- «Ανέκδοτα», или «Historia arcana», 1899, изд. Крашенинникова.
- Прокопий Кесарийский. Тайная история. / Пер. С. П. Кондратьева. // ВДИ. 1938. № 4. С. 273—360.
- Прокопий Кесарийский. Тайная история // Прокопий Кесарийский. Война с персами. Война с вандалами. Тайная история / Пер., ст., комм. А. А. Чекаловой. Отв. ред. Г. Г. Литаврин. — М.: Наука, 1993. — 570 с. — (Памятники исторической мысли). — ISBN 5-02-009494-3.
- Прокопий Кесарийский. Война с персами. Война с вандалами. Тайная история. — СПб.: Алетейя, 1998. — ISBN 5—89329—109—3.
- Оригинальное издание Никколо Аламанни на Google Books
- Procopios. The secret history: with related texts / Edit and translated by Anthony Kaldellis. — Indianapolis, Indiana: Hackett Publishing Company, Inc, 2010. — 195 p. — ISBN 978—1—60384—180—1.